# Judd Hirsch
Judd Hirsch (New York City, Estados Unidos da América, 15 de Março de 1935), é um ator americano.

## Filmografia parcial e Televisão
| Ano     | Título                                | Personagem                           | Notas                |
| ------- | ------------------------------------- | ------------------------------------ | -------------------- |
| 1971    | Jump                                  |                                      | sem créditos         |
| 1973    | Serpico                               | Cop                                  | sem créditos         |
| 1974    | The Law                               | Murray Stone                         | TV                   |
| 1975    | Fear on Trial                         | Saul                                 | TV                   |
| 1975    | Medical Story                         | Dr. Joe Dempsey                      | TV                   |
| 1975    | The Legend of Valentino               | Jack Auerbach                        | TV                   |
| 1976    | The Keegans                           | Lieutenant Marco Ciardi              | TV                   |
| 1976    | Visions                               | Joe Morris                           | TV                   |
| 1977    | Rhoda                                 | Mike                                 | TV                   |
| 1976–77 | Delvecchio                            | Sergeant Dominick Delvecchio         | TV                   |
| 1978    | King of the Gypsies                   | Groffo                               |                      |
| 1979    | Sooner or Later                       | Bob Walters                          | TV                   |
| 1979    | The Halloween That Almost Wasn't      | Count Dracula                        | TV                   |
| 1980    | Marriage Is Alive and Well            | Herb Rollie                          | TV                   |
| 1980    | The Last Resort                       |                                      | TV                   |
| 1980    | Ordinary People                       | Dr. Tyrone C. Berger                 |                      |
| 1981    | The Robert Klein Show                 |                                      | TV                   |
| 1983    | Lights: The Miracle of Chanukah       |                                      | TV                   |
| 1983    | Without a Trace                       | Al Menetti                           |                      |
| 1978–83 | Taxi                                  | Alex Rieger                          | TV; 114 episódios    |
| 1984    | The Goodbye People                    | Arthur Korman                        |                      |
| 1984    | Teachers                              | Roger Rubell                         |                      |
| 1985    | Detective in the House                | Press Wyman                          | TV                   |
| 1985    | First Steps                           | Dr. Jerrold Petrofsky                | TV                   |
| 1985    | Brotherly Love                        | Ben Ryder/Harry Brand                | TV                   |
| 1988    | Running on Empty                      | Arthur Pope/Paul Manfield            |                      |
| 1988    | The Great Escape II: The Untold Story | Capt. David Matthews                 | TV                   |
| 1990    | She Said No                           | Martin Knapek                        | TV                   |
| 1991    | The American Experience               |                                      | TV                   |
| 1988–92 | Dear John                             | John Lacey                           | TV                   |
| 1994    | Betrayal of Trust                     | Dr. Jules Masserman                  | TV                   |
| 1996    | Independence Day                      | Julius Levinson                      |                      |
| 1996    | Caroline in the City                  | Ben Karinsky                         | TV                   |
| 1997    | Color of Justice                      | Sam Lind                             | TV                   |
| 1997    | George & Leo                          | Leo Wagonman                         | TV                   |
| 1999    | Rocky Marciano                        | Al Weill                             | TV                   |
| 1999    | Out of the Cold                       | Leon Axelrod                         |                      |
| 1999    | Man on the Moon                       | Alex Reiger (Taxi Recreation Scenes) | sem créditos         |
| 2000    | Welcome to New York                   | Dr. Bob                              | TV                   |
| 2001    | Family Law                            | Daniel Bonner                        | TV                   |
| 2001    | A Beautiful Mind                      | Helinger                             |                      |
| 2002    | Philly                                | Rabbi Nathan Wexler                  | TV; 1 episódio       |
| 2003    | Law & Order: Special Victims Unit     | Dr. Judah Platner                    | TV; 1 episódio       |
| 2003    | Regular Joe                           | Baxter Binder                        | TV; 1 episódio       |
| 2003    | Street Time                           | Shimi Goldman                        | TV; 1 episódio       |
| 2003    | Law & Order: Criminal Intent          | Ben Elkins                           | TV; 1 episódio       |
| 2003    | Who Killed the Federal Theatre        | Narrador                             | TV; 1 episódio       |
| 2004    | Zeyda and the Hitman                  | Gideon Schub                         |                      |
| 2006    | Brother's Shadow                      | Leo Groden                           |                      |
| 2006    | Tom Goes to the Mayor                 | Prisoner                             | TV; voz; 1 episódio  |
| 2006    | Studio 60 on the Sunset Strip         | Wes Mendell                          | TV; 1 episódio       |
| 2009    | American Dad!                         | Rabbi                                | TV; voz; 2 episódios |
| 2005–10 | Numb3rs                               | Alan Eppes                           | TV; 101 episódios    |
| 2010    | Warehouse 13                          | Isadore Weisfelt                     | TV; 1 episódio       |
| 2011    | Tower Heist                           | Mr. Simon                            |                      |
| 2011    | Damages                               | Bill Herndon                         |                      |
| 2014    | Forever (série de televisão)          | Abraham Weinraub                     | TV; Todos Episódios  |
| 2016    | The Big Bang Theory                   | Alfred Hofstadter                    | TV; Ep. 24 Temp. 9   |